# 한국에너지정보문화재단
한국에너지정보문화재단(韓國에너지情報文化財團, Korea Energy Information Culture Agency)은 국민의 에너지에 대한 올바른 이해 증진을 목적으로 설립된 산업통상자원부 산하의 공공기관이다.

## 연혁
- 1992년 3월 25일: 한국원자력문화재단(韓國原子力文化財團, Korea Nuclear Energy Foundation) 설립
- 2017년 11월 24일: 현재 명칭으로 변경

### 역대 이사장
| 대수 | 이름   | 임기                |
| ---- | ------ | ------------------- |
| 1    | 김선창 | 1992. 03 ~ 1995. 03 |
| 2    | 최진석 | 1995. 03 ~ 1996. 11 |
| 3    | 이만우 | 1996. 11 ~ 1998. 05 |
| 4    | 김장곤 | 1998. 05 ~ 2001. 05 |
| 5    | 이태섭 | 2001. 05 ~ 2003. 09 |
| 6    | 박금옥 | 2003. 10 ~ 2006. 07 |
| 7    | 김병로 | 2007. 03 ~ 2008. 12 |
| 8    | 이재환 | 2008. 12 ~ 2011. 12 |
| 9    | 천병태 | 2012. 01 ~ 2014. 10 |
| 10   | 김호성 | 2015. 01 ~ 2018. 01 |
| 11   | 윤순진 | 2018. 06 ~ 2021. 06 |
| 12   | 강대우 | 2021. 06 ~          |

## 주요업무
- 에너지와 관련된 객관적이고 과학적인 지식보급과 자료의 제작, 배포 및 자료실의 설치 운영
- 에너지에 관한 과학기술의 조사연구 및 그 보급을 위한 출판사업과 전시관의 설치운영
- 일반국민과 각계각층을 대상으로 한 강연회, 설명회, 문화사업, 시설견학 등의 실시
- 초∙중등 과학교육에 있어서의 에너지관련 교육의 협력
- 에너지 개발의 사회적, 심리적 영향 등에 관한 학문적 조사연구
- 에너지문화의 진흥을 위한 국제협력 및 장학사업
- 에너지 관련 수출을 위한 해외홍보 등 각종 지원사업
- 정부 또는 에너지 관련기관으로부터의 수탁사업
- 발전소 주변지역 지원사업에 관한 홍보